# جک لمبرت (بازیکن فوتبال)
جک لمبرت (انگلیسی: Jack Lambert; ۲۲ مهٔ ۱۹۰۲ – ۷ دسامبر ۱۹۴۰) بازیکن فوتبال در پست مهاجم و مربی فوتبال اهل انگلستان بود.

## باشگاهی
از باشگاه‌هایی که در آن بازی کرده‌است می‌توان به باشگاه فوتبال لیدز یونایتد، باشگاه فوتبال دونکستر راورز، باشگاه فوتبال آرسنال، و باشگاه فوتبال فولام اشاره کرد.